# Salifou Mody
Salifou Mody (* 18. Oktober 1962 in Zinder; auch Salifou Modi) ist ein nigrischer General und Diplomat. Er war Mitglied von drei verschiedenen Militärjunten. Seit 2023 ist er Verteidigungsminister Nigers.

## Leben
Salifou Mody ging von 1969 bis 1975 in Niamey zur Schule. Anschließend besuchte er die Militärschule in Bingerville in der Elfenbeinküste, die er 1983 abschloss. In diesem Jahr trat er in die Streitkräfte Nigers ein. Weitere militärische Ausbildungen absolvierte er in Kamerun, Frankreich und Madagaskar. Mody war ab 1993 als Kommandant verschiedener Einheiten in N’Guigmi, Agadez und Niamey eingesetzt und erreichte den Dienstgrad eines Hauptmanns. 1998 wurde er zum Major befördert und übernahm die Leitung der nationalen Interventions- und Sicherheitskräfte.
Als Staatspräsident Ibrahim Baré Maïnassara bei einem Militärputsch 1999 getötet worden war, wurde Salifou Mody Mitglied des Rats der nationalen Versöhnung, der 14-köpfigen Militärjunta unter dem Vorsitz von Daouda Malam Wanké, die Niger bis zu den freien Wahlen Ende 1999 regierte. Danach setzte er seine Laufbahn bei den Streitkräften fort. Als der 1999 erstmals gewählte Staatspräsident Mamadou Tandja 2009 versuchte, eine in der Verfassung nicht vorgesehene dritte Amtszeit zu erlangen, setzte er den ihm potenziell illoyal erscheinenden stellvertretenden Generalstabschef der Bodenstreitkräfte ab und besetzte den Posten mit Salifou Mody. Doch Mody kehrte ihm den Rücken: Als Tandja 2010 durch einen Militärputsch abgesetzt wurde, wurde Mody Mitglied der neuen Militärjunta, dem Obersten Rat für die Wiederherstellung der Demokratie unter dem Vorsitz von Salou Djibo. Außerdem wurde er anstelle von Mamadou Ousseini Generalstabschef der Bodenstreitkräfte. Die Junta gab die Macht 2011 an den neuen Staatspräsidenten Mahamadou Issoufou ab.
Salifou Mody wurde danach ins Ausland versetzt. Noch 2011 ernannte ihn Staatspräsident Issoufou zum Militärattaché an der Botschaft Nigers in Deutschland. Nach verlustreichen terroristischen Angriffen auf die Militärlager von Inatès und Siné Godar wurde Salifou Mody Anfang 2020 im Rang eines Divisionsgenerals anstelle von Ahmed Mohamed zum Chef des Generalstabs der nigrischen Streitkräfte ernannt. In dieser Funktion wurde er am 31. März 2023 von Abdou Sidikou Issa abgelöst. Am Vortag war er zum Viersternegeneral erhoben worden. Am 1. Juni 2023 erfolgte seine Ernennung zum Botschafter Nigers in den Vereinigten Arabischen Emiraten.
Er war am Militärputsch in Niger 2023 beteiligt und gilt als die Nummer zwei der Militärjunta Nationaler Rat für den Schutz des Vaterlandes. In der vom neuen Machthaber Abdourahamane Tiani am 9. August 2023 ernannten Regierung wurde er Verteidigungsminister.

## Ehrungen
- Ritter des Verdienstordens Nigers (1998)
- Tapferkeitskreuz mit Palme (1999)
- Ritter des Nationalordens Nigers (2003)[1]